# Верхнее Бугаево
Верхнее Бугаево (коми Вылыс Бугаев) — деревня в Усть-Цилемском районе Республики Коми России. Входит в состав сельского поселения Среднее Бугаево.

## История
По состоянию на 1920 год, в деревне Бугаево Верхнее (Зайковы) имелось 42 двора и проживало 196 человек (87 мужчин и 109 женщин). В административном отношении входила в состав Бугаевского общества Бугаевской волости Печорского уезда.

## География
Деревня находится в северо-западной части Республики Коми, в левобережной части поймы реки Печоры, на расстоянии примерно 55 километров (по прямой) к северо-северо-востоку (NNE) от села Усть-Цильма, административного центра района. Абсолютная высота — 26 метров над уровнем моря.
Часовой пояс
Верхнее Бугаево, как и вся Республика Коми, находится в часовой зоне МСК (московское время). Смещение применяемого времени относительно UTC составляет +3:00.

## Население
| 2010 |
| ---- |
| 85   |

Гендерный состав
По данным Всероссийской переписи населения 2010 года в гендерной структуре населения мужчины составляли 51,8 %, женщины — соответственно 48,2 %.
Национальный состав
Согласно результатам переписи 2002 года, в национальной структуре населения русские составляли 96 % из 111 чел.

## Улицы
Уличная сеть деревни состоит из двух улиц.